# Eurema tominia
Eurema tominia is een vlindersoort uit de familie van de Pieridae (witjes), onderfamilie Coliadinae.
Eurema tominia werd in 1865 beschreven door van Vollenhoven.